# Zostera muelleri
Zostera muelleri är en bandtångsväxtart som beskrevs av Johann Friedrich Thilo Irmisch och Paul Friedrich August Ascherson. Zostera muelleri ingår i släktet bandtångssläktet, och familjen bandtångsväxter. IUCN kategoriserar arten globalt som livskraftig. Inga underarter finns listade.